# Ломакин (хутор)
Лома́кин — хутор в Неклиновском районе Ростовской области.
Входит в состав Натальевского сельского поселения.

## Население
| 2010 |
| ---- |
| 156  |

## Улицы
- ул. Комарова,
- ул. Набережная,
- ул. Новая.